# نعمة الله ذكائي بيضائي
نعمت الله بيضايي المتخلص بـذكايي (1904  – 17 أغسطس 1986) شاعر وكاتب إيراني وكان من شخصيات البارزة في القرن الأول البهائي، أي عصر الرسولي. أتم تعليمه الابتدائي والثانوي في مسقط رأسه آران وفي طهران. خلال خدمته في إدارة التسجيل العقاري والأملاك، نجح في الحصول على درجة البكالوريوس في مجال الحقوق، واستمر في خدمة إدارة التسجيل حتى عام 1963. أسس جمعية الأدب في طهران في عام 1943، وكانت هذه الجمعية تعقد جلساتها أسبوعيًا في منزله حتى عام 1979. بجانب أشعاره، ترك عدة كتب في مجال التراجم، وكتب عن الأدب، ومقالات ومواضيع أخرى.

## حياته
ولد نعمت الله بن محمد رضا بن محمد بيضائي سنة 1904 في قرية آران، من أعمال كاشان بإيالة أصفهان القاجارية. أخوه الأكبر هو علي محمد أديب بيضائي. كانت والدته مسلمة، وتعلّم العلوم الإسلامية الابتدائية مثل الفقه والشرعیات على يد أفراد أسرته. وكما كان الحال مع والده وإخوته، أحبّ التصوّف والأدب، واعتنق الديانة البهائية بوساطة أخيه الأكبر. تلقى تعليمه الابتدائي في مسقط رأسه، ودرس لفترة من الزمن العلوم القديمة. ثم عمل حتى عام 1927 معلّمًا في مدرسة ابتدائية تُعرف باسم معرفت في مسقط رأسه. بعد ذلك هاجر إلى طهران. بعد أن حصل على شهادة الدبلوم وبعد ثلاث سنوات من التدريس في 1931، شارك في امتحان القبول للكلية القضائية العليا وبدأ العمل في إدارة التسجيل العقاري والأملاك التابعة لوزارة العدل. شغل فورًا منصب رئيس قسم التسجيل العقاري والأملاك في مدينة بابُل، وخلال خدمته، نجح في الحصول على درجة البكالوريوس في مجال الحقوق. استمر في العمل في إدارة التسجيل العقاري حتى عام 1963. 
نشأ ذَكائي في أسرة كان معظم أفرادها من الشعراء. وفي عام 1943، بادر إلى تأسيس "الجمعية الأدبية في طهران"، التي استمرت قائمة حتى عام 1979، وكانت تُعقد مرة في الأسبوع في منزله. دعي من قبل جمعية الأدب التابعة للأكاديمية الأولى برئاسة محمد تقي بهار، وبدأ حضور جلساتها الأسبوعية اعتبارًا من عام 1947.
توفّي في 17 أغسطس 1986 في طهران.

## حياته الشخصية‌
تزوج نعمت الله بيضائي في عام 1936 من نيرة موافق، ابنة ميرزا تقى خان موافق، وكان نتاج هذا الزواج ابنة تُدعى بهين وثلاثة أبناء وهم المخرج  بهرام، بيجن وبديع الله.

## مؤلفاته
كتب كتابًا في علم البديع وآخر في القانون الدولي، وقد نُشرا كلاهما في مجلة "أخكَر". وبالإضافة إلى نظمه أشعارًا عن الديانة البهائية، ألّف تذكرة عن شعراء هذا الدين في أربعة مجلدات. كما ألّف أيضًا كتابًا في العَروض والقافية. ترك ذَكائي وراءه آثارًا ومؤلفات ومقالات عدّة، منها:
- تذكرۀ خوان نعمت
- نقد الشعراء
- طلیعۀ آثار انجمن ادبی تهران
- قصص الشعراء
- ید بیضاء: ديوانه، نشر سنة 1979.